# 1917 en Géorgie
Chronologie de la Géorgie
- 1913
- 1914
- 1915
- 1916
- 1917
- 1918
- 1919
- 1920
- 1921

Cette page recense des événements qui se sont produits durant l'année 1917 en Géorgie.

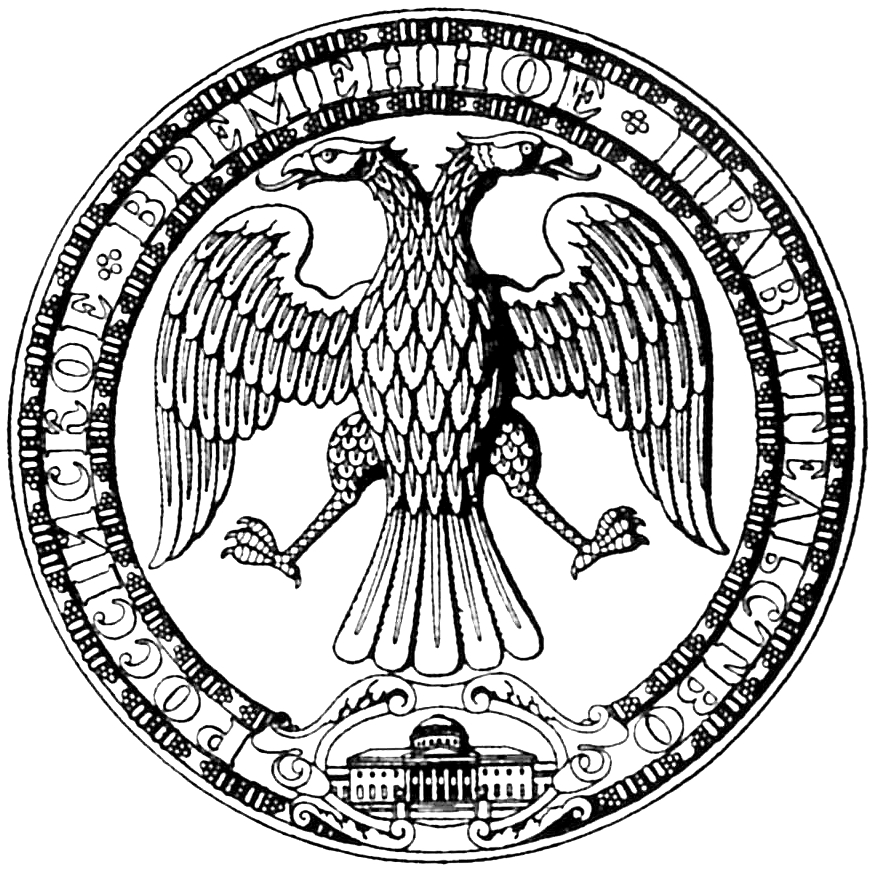
Armoiries du Gouvernement provisoire de Petrograd (1917)

## Évènements

### Janvier
- Famine dans plusieurs régions géorgiennes dues à l'économie de guerre (paysannerie mobilisée sur le front du Moyen-Orient de la Seconde Guerre mondiale à hauteur de 200 000 hommes[1], blocus russo-ottoman de la mer Noire, administration russe affaiblie)[2].
- 12 janvier
  - Naissance du violoniste Guiorgui Barnabichvili (décédé en 1982).
- 14 janvier
  - Naissance du poète Lado Assatiani (décédé en 1943)[3].

### Février
- 27 février
  - Proclamation du soviet de Petrograd, composé de sociaux-démocrates (bolcheviks et mencheviks) et de sociaux-révolutionnaires : le Géorgien Nicolas Tchkhéidzé, député de Koutaïssi, chef de l’opposition à Nicolas II à la Douma, est élu président du Comité exécutif[4].
- 28 février
  - Proclamation du soviet d’Irkoutsk :  le Géorgien Irakli Tsereteli, déporté par les autorités tsaristes, est élu président[5].

### Mars
- 2 mars
  - Naissance du poète Mirza Guélovani (décédé en 1944)[6].
- 6 mars
  - Proclamation du soviet de Tiflis, composé de sociaux-démocrates (bolcheviks et mencheviks)  et de sociaux-révolutionnaires, arméniens, azéris et géorgiens : Noé Jordania est élu président[7].
- 9 mars
  - Proclamation du Comité spécial de Transcaucasie (Ozakom) reprenant les prérogatives du vice-roi du Caucase, chargé des territoires caucasiens et en place à Tiflis,  présidé par Vasily Kharlamov (membre du Parti constitutionnel démocratique russe, dit K.D.) et composé de 4 membres (dont le Géorgien Kita Abachidzé, social-fédéraliste).
- 12 mars
  - Rétablissement par le clergé géorgien de l'autocéphalie de l'Église orthodoxe de Géorgie, perdue durant un siècle au profit de l'Église orthodoxe russe[8].

- 10 avril
  - Naissance de l'écrivain Vakhtang Tchélidzé (décédé en 2005).

### Mai
- Expédition de la Société d’histoire et d’ethnographie de Tiflis dans les territoires de la Géorgie ancienne, conquis par l’Empire ottoman et temporairement rendus accessibles par l’avancée de l’armée russe, composée en particulier d’Ekvtime Takaichvili, Lado Goudiachvili, Mikhaïl Tchiaoureli et Ilia Zdanevitch : relevés et photographies d’églises des Xe siècle et XIe siècle[9].
- Irakli Tsereteli, vice-président du soviet de Petrograd, devient ministre des Postes et Télégraphes dans le Gouvernement provisoire russe.

### Juillet
- 7 juillet
  - Irakli Tsereteli est nommé ministre de l'Intérieur du Gouvernement provisoire russe.
- 11 juillet
  - Fondation de l'Institut polytechnique de Tiflis[10], qui fusionnera avec la faculté technique en 1928.

### Août
- 21 août
  - Mise en place d’une structure regroupant les partis politiques géorgiens, social-démocrate (menchévique, marxiste, voie parlementaire, maintien Russie), social-fédéraliste (socialiste non marxiste, maintien dans fédération russe, autonomie géorgienne) et national-démocrate (indépendantiste)[11].

### Septembre
- 8 septembre
  - Synode de l'Église orthodoxe de Géorgie : confirmation du rétablissement de l'autocéphalie et élection de Kirion II (Êvêque Kirion Sadzaglichvili) comme Patriarche[12].

### Octobre
- 25 octobre
  - Coup d'État bolchévique à Petrograd : Nicolas Tchkhéidzé est remplace par Trotsky à la tête du soviet et Irakli Tsereteli quitte le pouvoir exécutif avec la dissolution du Gouvernement provisoire russe. Le Géorgien, Joseph Djougachvili, dit Staline, rejoint le Conseil des commissaires du peuple présidé par Lénine, avec la charge des nationalités.

### Novembre
- 11 novembre
  - Proclamation du Haut-Commissariat à la Transcaucasie (en remplacement du Comité spécial de Transcaucasie) : non-reconnaissance du coup d’État bolchevique d’octobre à Petrograd et prise en charge de l'administration du territoire. La présidence du Comité exécutif est confiée à Evguéni Guéguétchkori par les sociaux-démocrates (mencheviks) géorgiens, les dachnaks arméniens, les moussavatistes azerbaïdjanais et les sociaux-révolutionnaires russes transcaucasiens[13].
- 25 novembre
  - Élections d’une Assemblée constituante sur le territoire de l’Empire russe : les élus des territoires arménien, azerbaïdjanais et géorgien donneront naissance à la première assemblée parlementaire transcaucasienne (Sejm).
- 26 novembre
  - Proclamation du Conseil national géorgien, composé de 329 sociaux-démocrates (mencheviks), sociaux-fédéralistes, nationaux-démocrates et indépendants : la présidence est confiée à Noé Jordania[13].

### Décembre
- Troubles à l'ordre public dans la région de Tskhinvali : les déserteurs ossètes de l’armée tsariste empêchent la collecte des  taxes par les propriétaires terriens locaux[14].

- 12 décembre
  - Prise de l’Arsenal de l’armée russe à Tiflis par les forces du Conseil national géorgien : formation de la Garde populaire commandée par Valiko Djoughéli[15].
- 18 décembre
  - Signature de l'armistice d'Erzincan entre le général en chef de la 3e armée ottomane (Vehib Pacha) et le général en chef de l'armée russe, mettant fin aux hostilités sur le front du Moyen-Orient (Caucase et Perse): 500 000 soldats russes sont concernés et devront rentrer par le Caucase[16].
- 30 décembre
  - Décès de Kita Abachidzé, critique littéraire, ancien membre du Comité spécial pour la Transcaucasie chargé de l'Éducation.